# (36056) 1999 RX32
(36056) 1999 RX32 est un astéroïde de la ceinture principale découvert en 1999.

## Description
(36056) 1999 RX32 a été découvert le 8 septembre 1999 à l'observatoire de Črni Vrh, situé dans l'ouest de la Slovénie, par Herman Mikuž.

### Caractéristiques orbitales
L'orbite de cet astéroïde est caractérisée par un demi-grand axe de 2,93 ua, un périhélie de 2,74 ua, une excentricité de 0,06 et une inclinaison de 3,26° par rapport à l'écliptique. Du fait de ces caractéristiques, à savoir un demi-grand axe compris entre 2 et 3,2 ua et un périhélie supérieur à 1,666 ua, il est classé, selon la JPL Small-Body Database, comme objet de la ceinture principale.

### Caractéristiques physiques
(36056) 1999 RX32 a une magnitude absolue (H) de 13,4 et un albédo estimé à 0,076.